# Робінія звичайна
 Робі́нія звича́йна (Robinia pseudoacacia) — багаторічна рослина родини бобових, також відома під назвами робі́нія псевдоака́ція, колю́ча ака́ція та бі́ла ака́ція, причому остання назва за популярністю перевершує наукову. Інші місцеві назви: акація фальшивка, вакація, горохівник, горохівник звичайний, горохівник кулястий, окація, робінія, ровинія. Цінна і дуже поширена на всій території України медоносна, лікарська, фарбувальна, ефіроолійна, танідоносна, деревинна, декоративна й фітомеліоративна культура.
Вперше була посаджена в Україні наприкінці XVIII ст. у парку графа Розумовського.
Він є ендемічним для кількох невеликих районів Сполучених Штатів, але його широко розсадили та натуралізували в інших місцях помірної Північної Америки, Європи, Південної Африки та Азії, в деяких регіонах його вважають інвазивним видом.
У 2023 році, згідно наказу Міністра захисту довкілля та природних ресурсів України № 695/39751 від 05.05.2023 року включена до «Переліку чужорідних видів дерев, заборонених у відтворенні лісів». 

## Опис
Велике листопадне дерево з розлогою, негустою кроною, в сприятливих умовах досягає висоти 30–35 м і живе до 100—150 років. Кора сіра, темно-сіра або ж коричнювата, вподовж стовбурів і старих гілок потріскана; молоді гілки зеленуваті або червонуваті. Листки 18–20 см завдовжки, чергові, непарнопірчасті з 4–10 парами довгастих, довгасто-еліптичних або еліптичних листочків від 2 до 4 (6) см завдовжки. Листочки цілокраї з округлою або трохи звуженою основою і тупою верхівкою, яка закінчується вістрям. Зверху листочки зелені, зісподу блідо-зелені або сірувато-зелені, по жилках трохи опушені. Прилистки (до 3 см завдовжки) мають вигляд прямих або трохи зігнутих колючок.
Суцвіття — негусті пониклі китиці, завдовжки 10–20 см, розташовані в пазухах листків. Квітки до 2 см завдовжки, двостатеві, зигоморфні, дуже запашні. Оцвітина подвійна. Чашечка 6–8 мм завдовжки, 45 см завширшки, зрослолиста, п'ятизубчаста, короткоопушена. Віночок метеликового типу з п'яти вільних пелюсток, білий або блідорожевий. Тичинок десять, з них дев'ять зрослися нитками в трубочку. Маточка одна, зав'язь верхня, стовпчик зігнутий, з головчастою приймочкою. Плід — довгасто-лінійний біб 4–8 см завдовжки. Насінини вузько-ниркоподібні, коричневі або темно-бурі, матові.

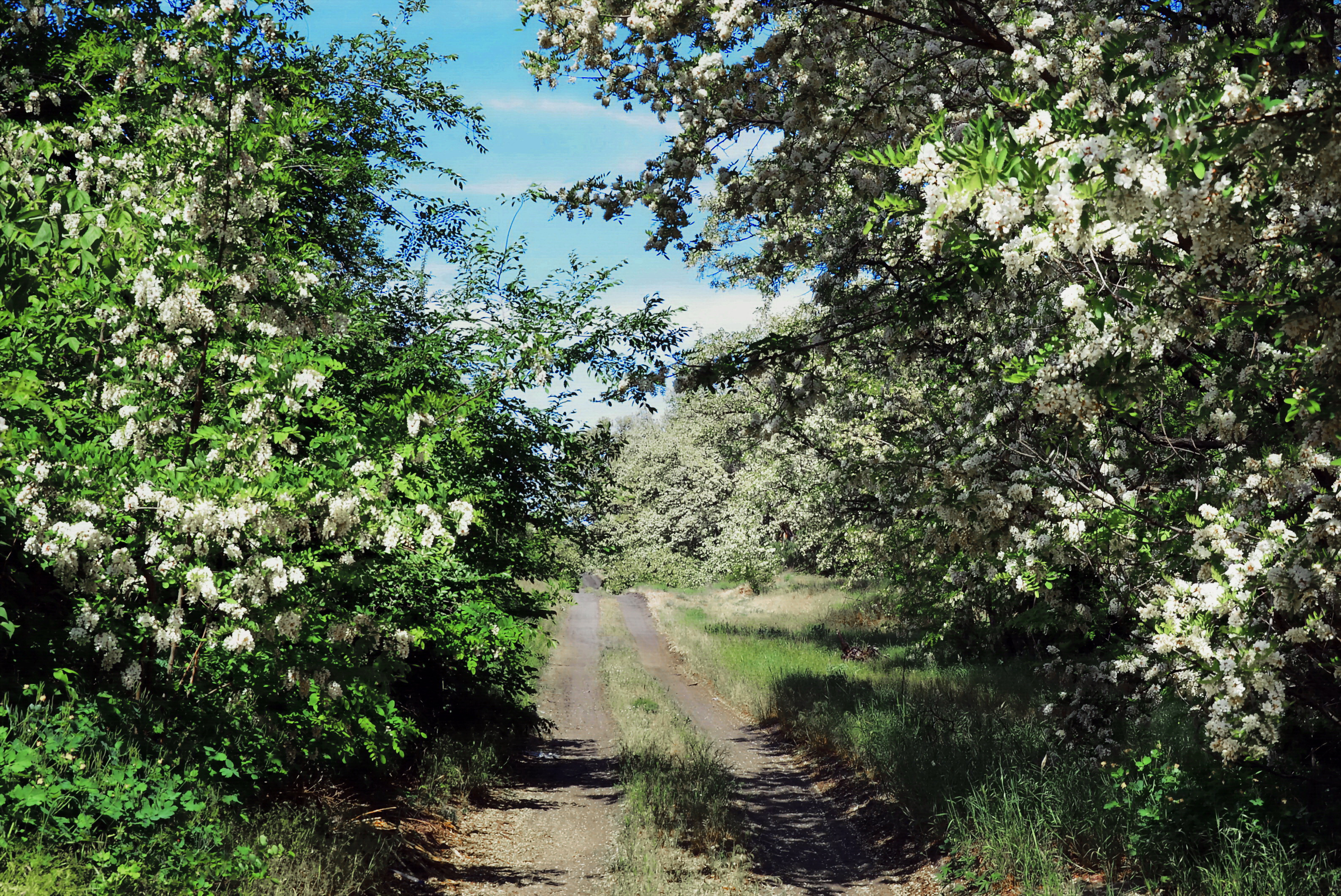
Робі́нія звича́йна. Квітує

Усі частини робінії звичайної, окрім квіток, вважаються слабо отруйними.

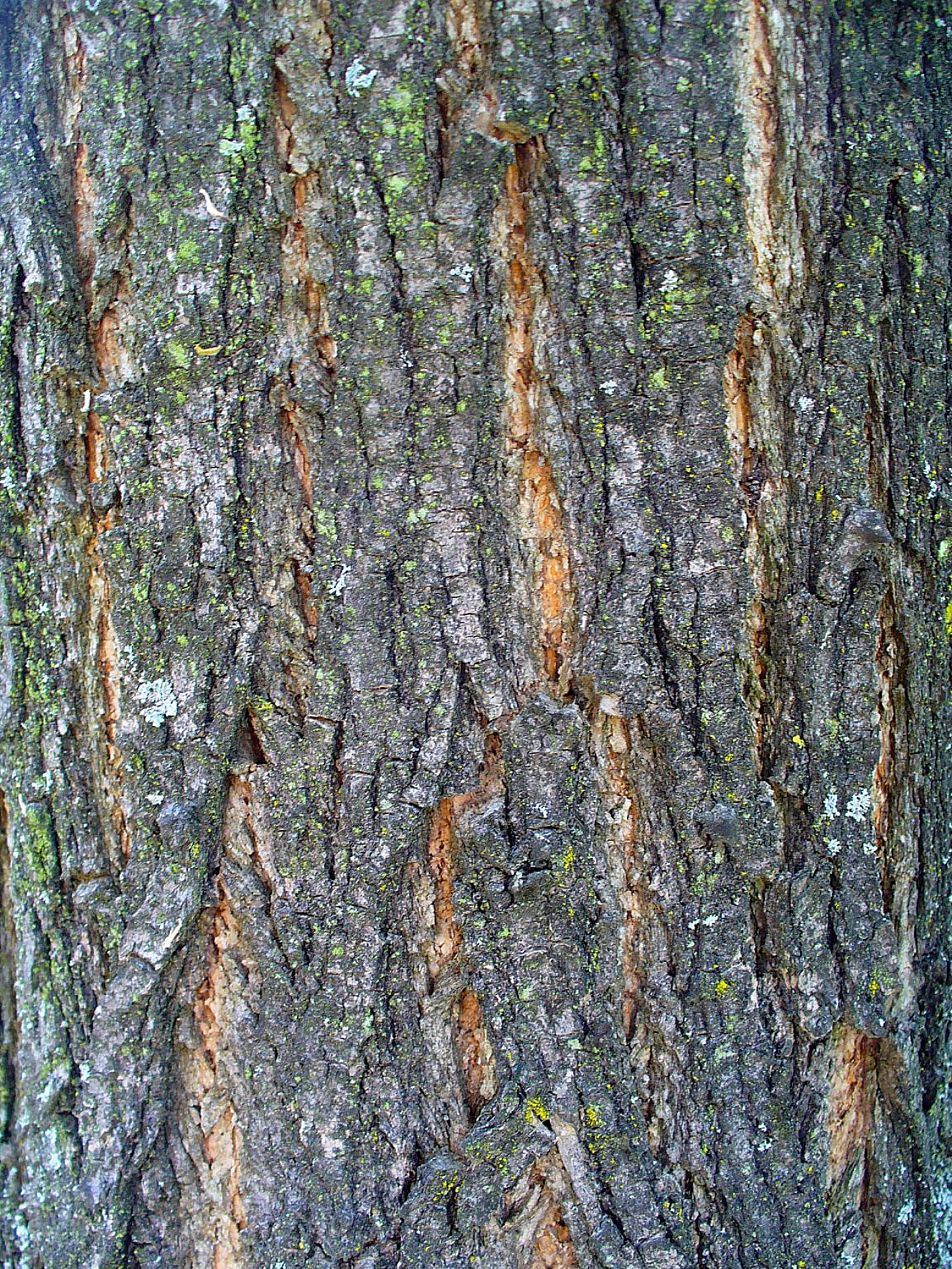
Кора
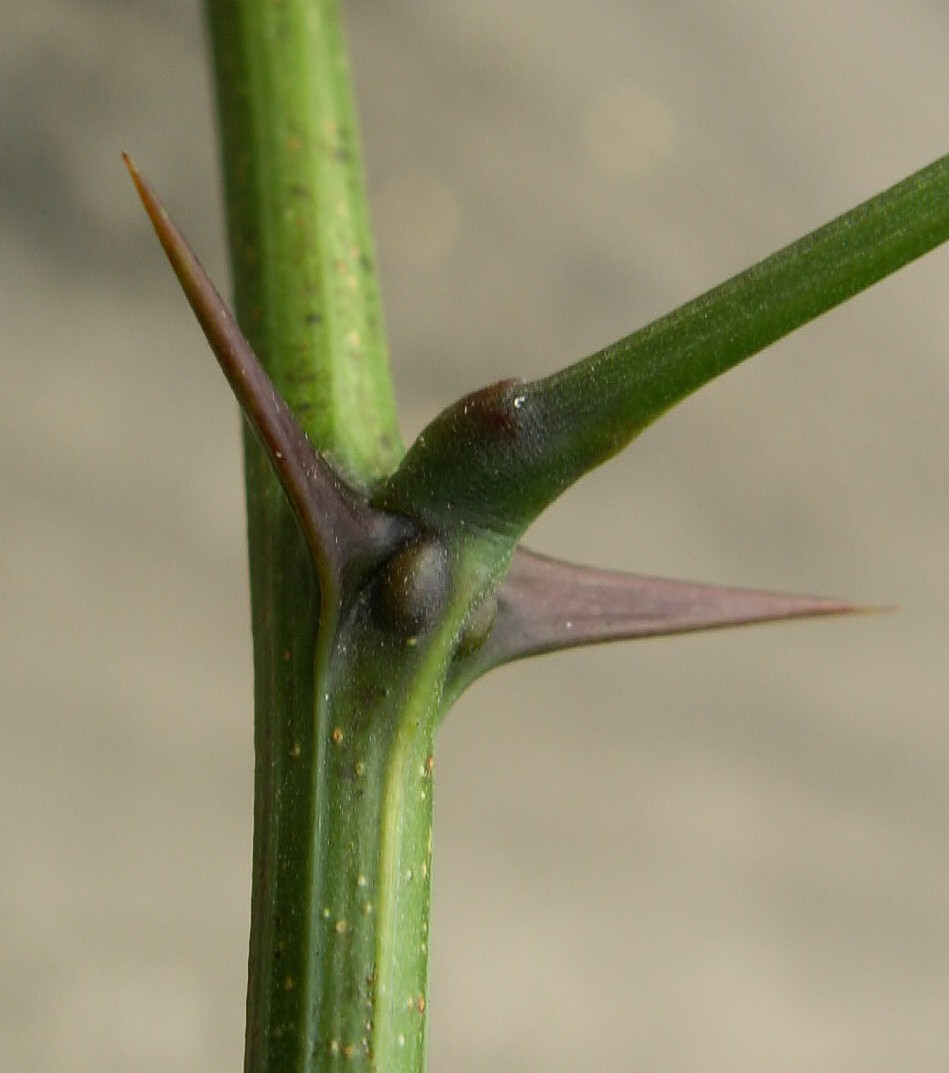
Колючки при основі листкового черешка
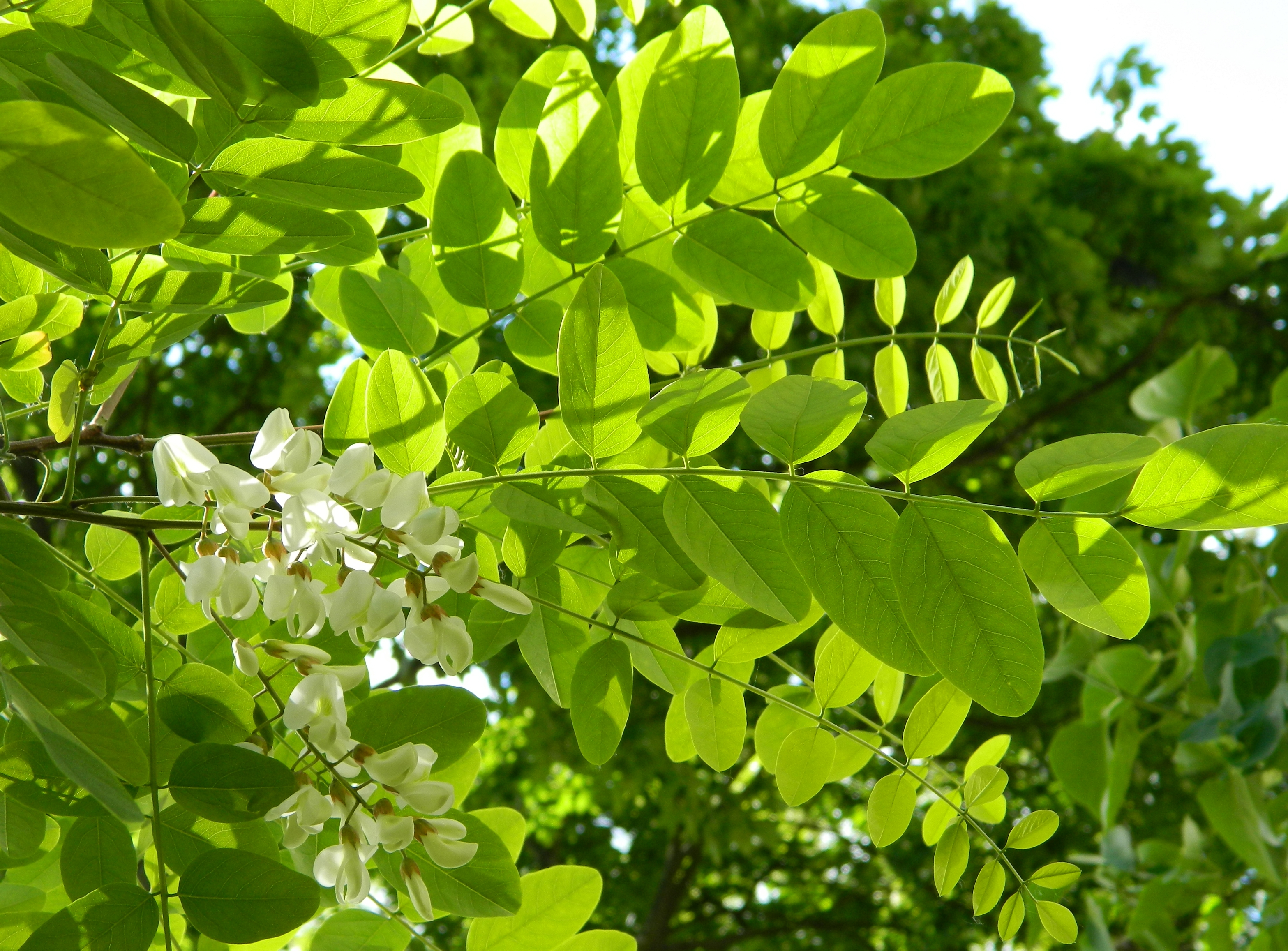
Листя
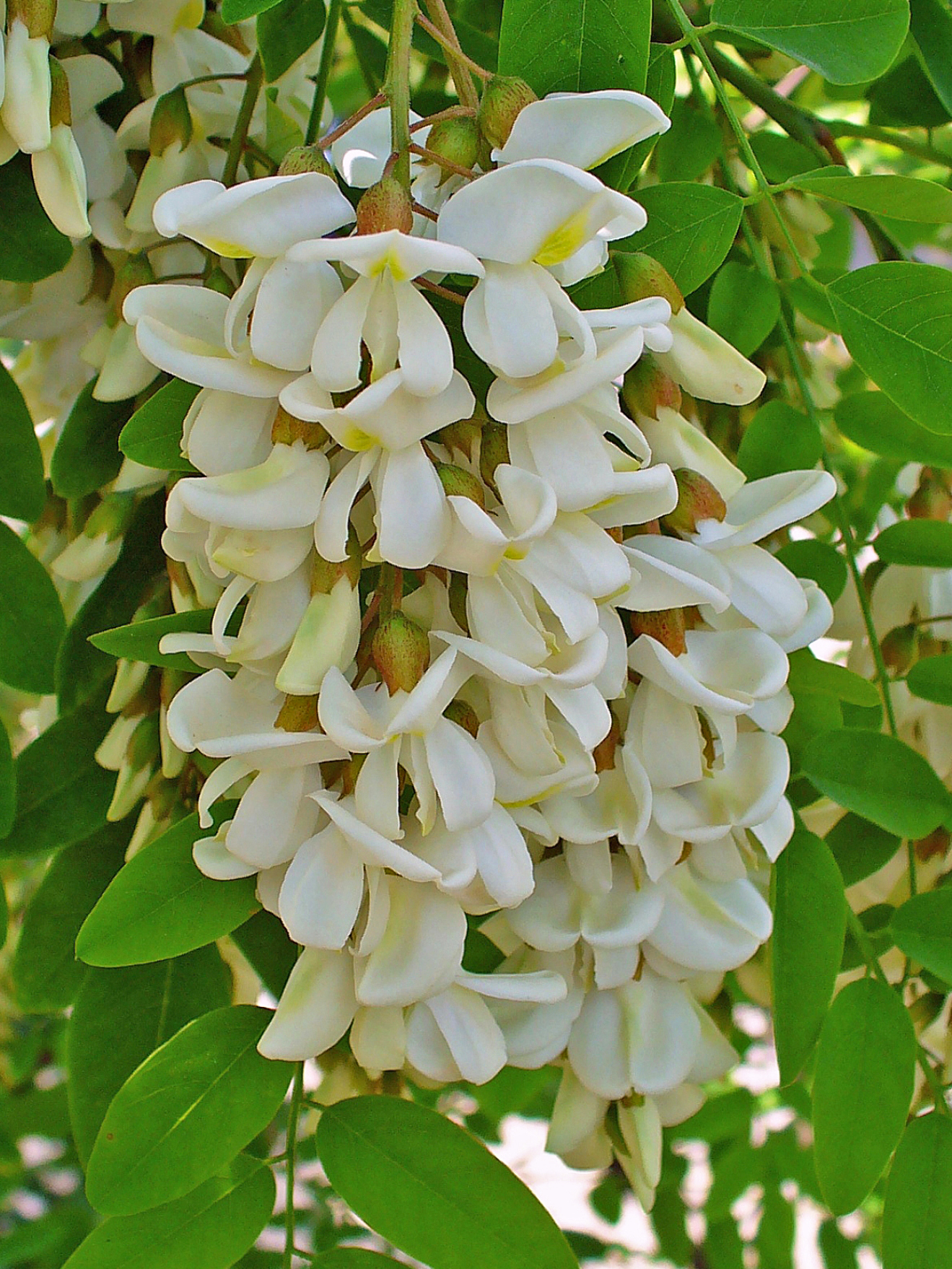
Суцвіття
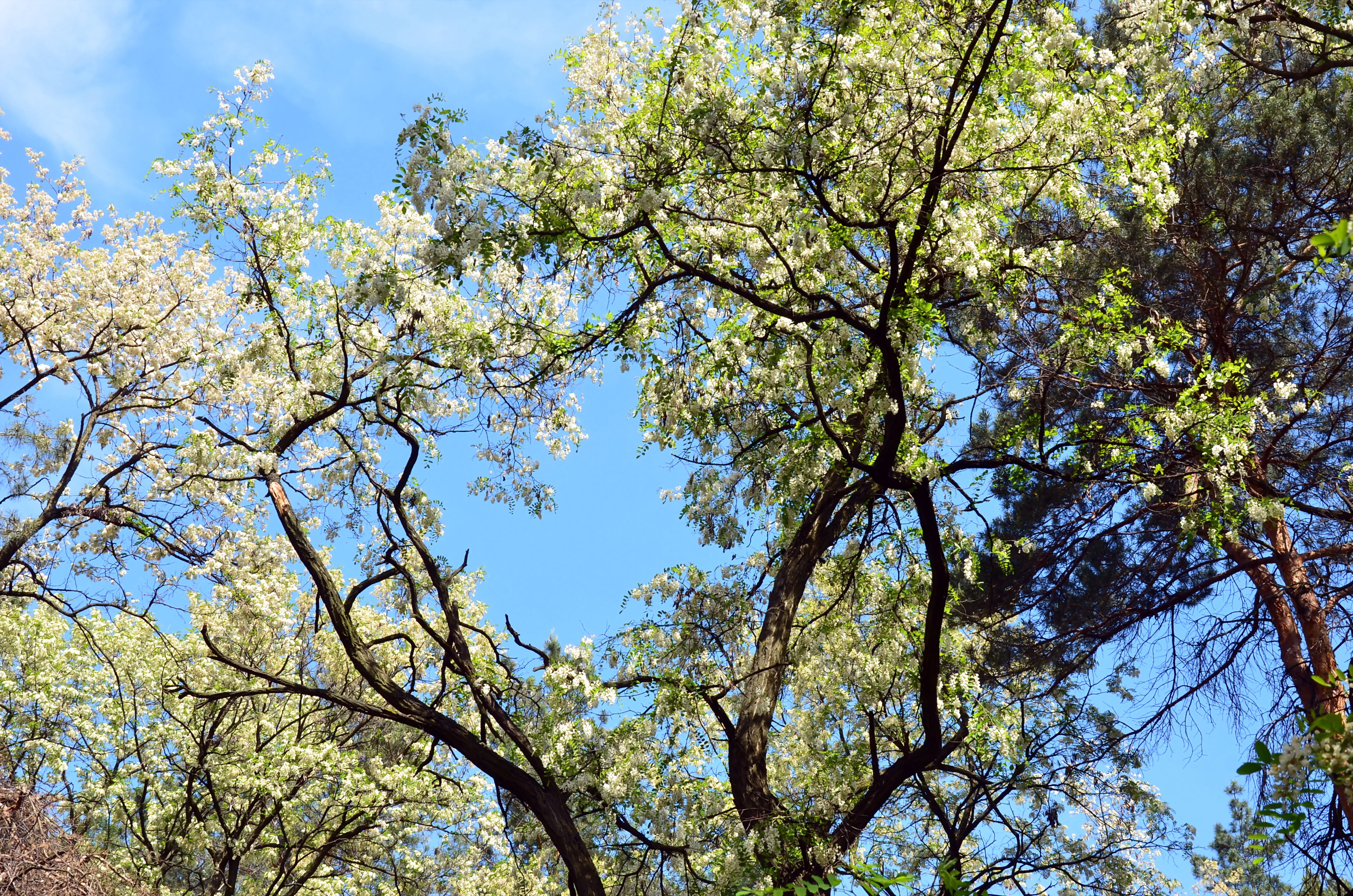
Робі́нія звича́йна в пеіод цвітіння
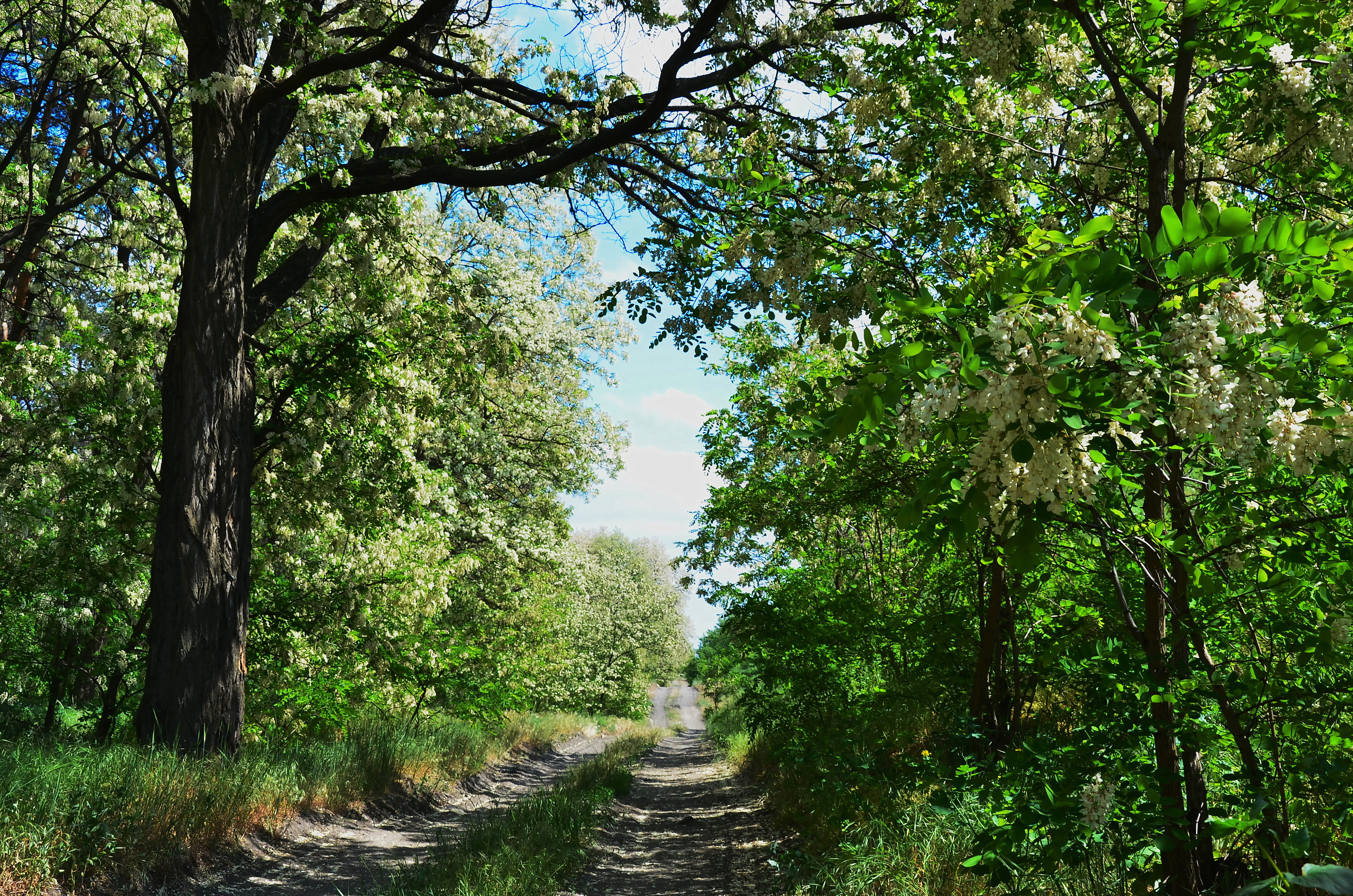
Робі́нія звича́йна на Січеславщині

## Екологія

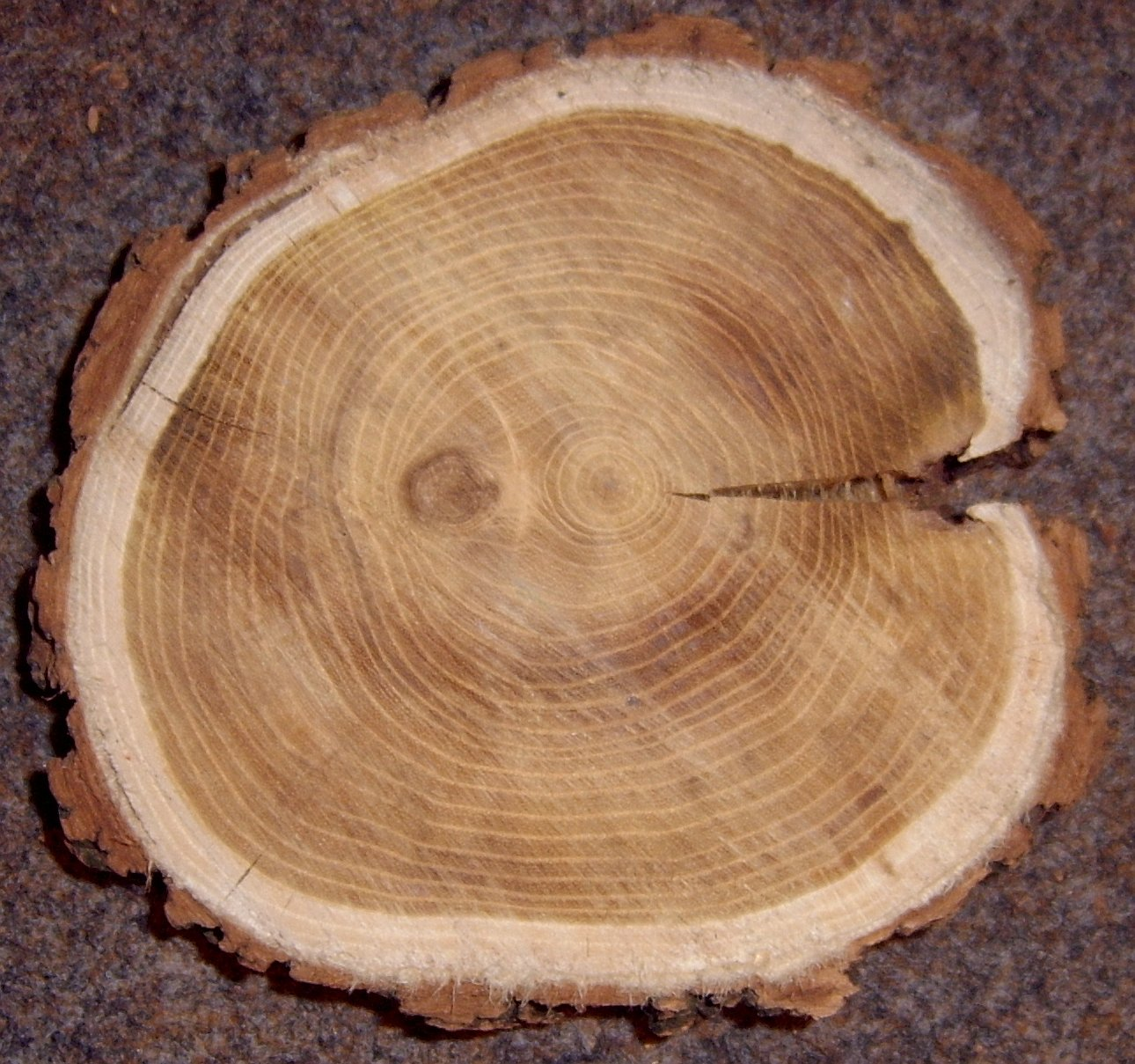
Деревина

Дерево світлолюбне, жаро- та посухостійке, водночас доволі морозостійке і невибагливе до якості ґрунтів. У себе на батьківщині — в східній частині Сполучених Штатів Америки — росте невеликими групами або поодиноко у листяних лісах. За межами природного ареалу цей вид найчастіше зростає у лісозахисних смугах та лісопарках, де можуть траплятися змішані й чисті насадження цієї культури.
Навесні робінія звичайна розпочинає вегетацію найпізніше серед усіх дерев: її листя розпускається лише на початку травня. Цвітіння відбувається у травні-червні. Восени ж, навпаки, листя робінії тримається дуже довго.

## Застосування
Деревина робінії звичайної темного кольору, поцяткована жовтуватими крапками, міцна, добре полірується. З неї виробляють меблі, дрібні столярні вироби або використовують на паливо. Дрова з білої акації горять добре і довго утримують тепло.
У корі і в деревині містяться таніди: відповідно 2,2–7,2 і 3,4–4 %. З листя і кори отримують жовту фарбу. З квіток робінії шляхом екстрагування петролейним ефіром виділяють ефірну олію (від 0,08 до 0,12 %), яка являє собою напіврідку речовину світло-жовтого кольору з приємним сильним запахом квіток акації. Використовують її у парфумерії.

### Медоносні властивості

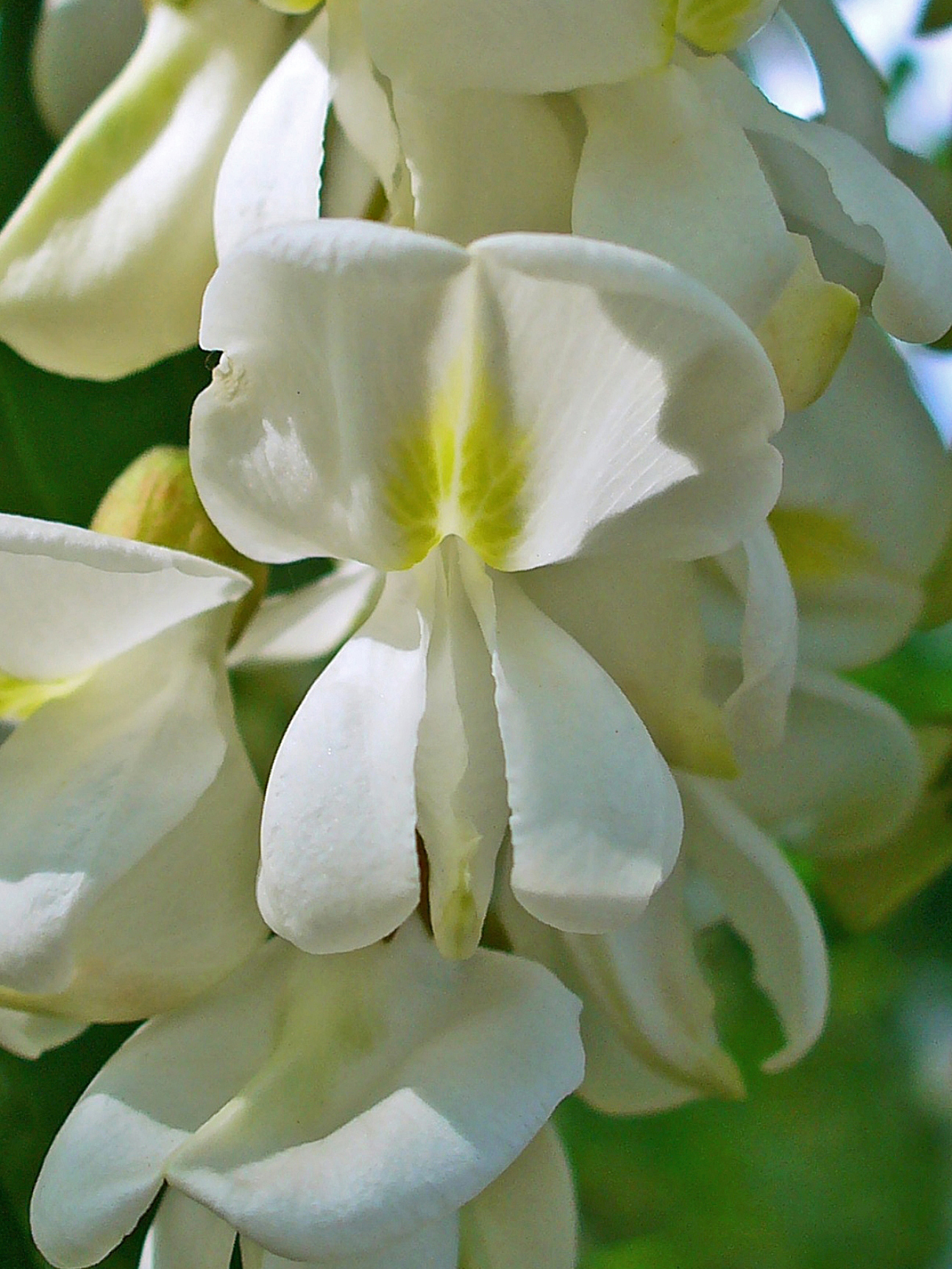
Квітка великим планом (вигляд спереду)

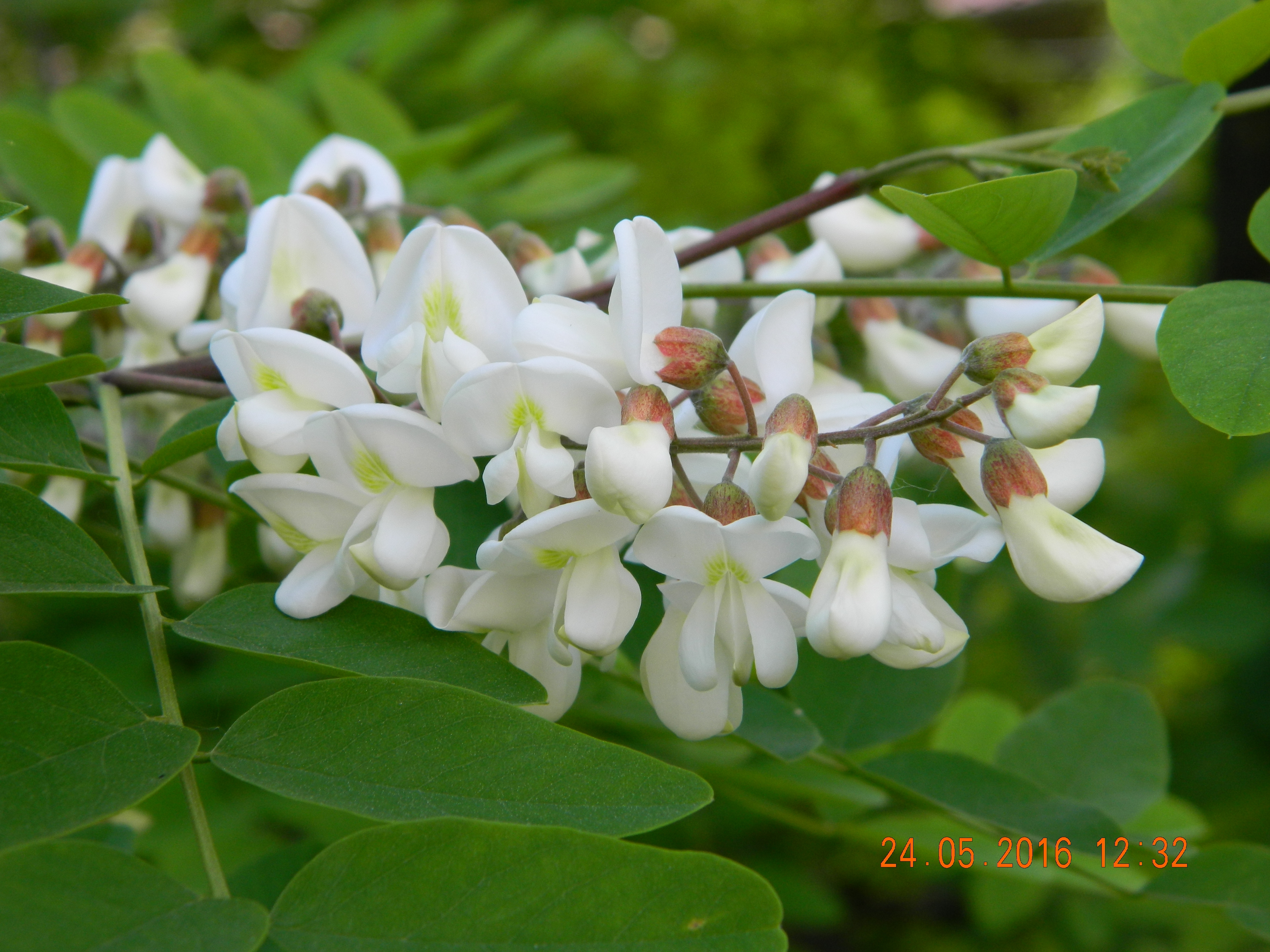
Суцвіття великим планом з квітками та пуп'янками. Київ. Гора Щекавиця. 2016.

Робінія звичайна є одним з найкращих, високопродуктивних, але примхливих ранньолітніх медоносів, що дає продуктивний взяток. Є дані, що одне дерево у віці 10–30 років дає до 8 кг меду. Проте такий великий взяток буває не щороку: в посуху нектаропродуктивність робінії різко зменшується і бджоли відвідують її мляво. Пилок з неї бджоли майже не збирають. Медопродуктивність у північних районах України залежно від густоти насаджень становить 100—300 кг з 1 га, а на півдні України — до 1000 кг з 1 га.
Мед із білої акації високої якості й має велике експортне значення. Він білий, у невеликій кількості майже прозорий, має ніжний аромат, містить багато фруктози, тому кристалізується повільно, а закристалізований осідає в білу дрібну крупку і має вигляд смальцю.
Для одержання товарного меду з білої акації необхідно мати сильні бджолині сім'ї. Під час цвітіння контрольний вулик дає прибавку 5–6, а то й 8 кг меду в день, а за період цвітіння — 80 кг. В умовах міст на півдні України головний взяток становить по 50–55 кг меду на сім'ю, а в несприятливу для медозбору погоду — по 40 кг. Є вказівки на те, що бджоли збирають лише третину виділеного робінією нектару, тому для повного використання взятку на 1 га насаджень рекомендується підвозити по 15 бджолиних сімей.

### Медицина
У науковій медицині використовують квітки робінії при лікуванні захворювань нирок, сечового міхура, зокрема, сечокам'яної хвороби. У квітках робінії містяться глікозид робінін, ефірна олія.
Квітки робінії звичайної заготовляють на початку цвітіння. Суцвіття зривають руками або зрізують секаторами чи ножицями, потім із суцвіть обривають квітки, розкладають шаром 2–3 см завтовшки на папір або тканину і висушують на горищах або під навісом з гарною вентиляцією. Висушену сировину пакують у фанерні ящики, вистелені цупким папером. Зберігають на підтоварниках у сухих, прохолодних приміщеннях з достатньою вентиляцією.

### Садівництво

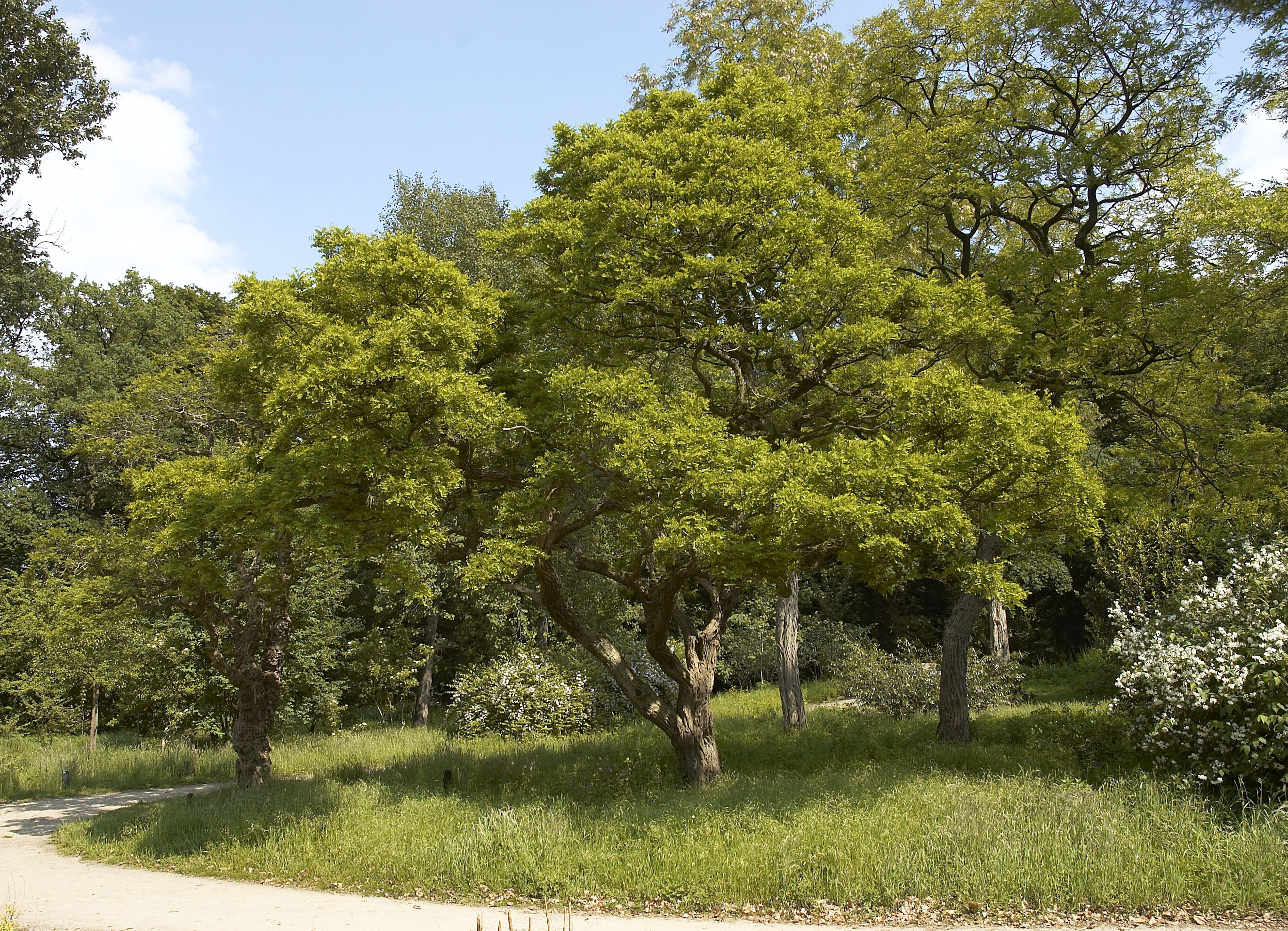
Декоративна форма білої акації 'Stricta'

Білу акацію широко культивують по всій Україні, найбільші площі її насаджень зосереджені в лісостепу і степу. Трапляється в парках, садах, полезахисних і протиерозійних смугах, у захисних насадженнях уздовж доріг, поблизу пасік тощо. Заготовляють сировину в районах її вирощування. Запаси сировини великі.
Робінія — добра фітомеліоративна рослина. Вона утворює багато кореневих паростків, тому нею закріплюють крутосхили і висаджують у крайніх рядах (біля бровки) прияружних лісосмуг. Вона цінна для розведення на наносних пісках з родючим підстилаючим горизонтом.
Як декоративну рослину її висаджують уздовж доріг, на вулицях, у парках і скверах. Відомі такі декоративні форми: з колоноподібною (шипів майже немає), кулястою (пагони без шипів), плакучою кронами.

## Синоніми
- Robinia pringlei Rose
- Robinia pseudacacia L.
- Robinia pseudoacacia f. oswaldiae Oswald
- Robinia pseudoacacia var. pseudoacacia
- Robinia pseudoacacia var. rectissima Raber